# Diatomyidae
Diatomyidae é uma família de roedores asiáticos, que acreditava-se que estava extinta, até a descoberta em 2005 de uma espécie vivente, o Rato-da-pedra-laociano, no Laos. Espécies fósseis desta família foram registradas no Paquistão, Índia, Tailândia, China e Japão.

## Classificação
- Gênero †Fallomus Flynn et al., 1986
  - †Fallomus razae Flynn et al., 1986
  - †Fallomus ladakhensis Nanda & Sahni, 1998
  - †Fallomus ginsburgi Marivaux & Welcomme, 2003
  - †Fallomus quraishyi Marivaux & Welcomme, 2003
- Gênero †Diatomys Li, 1974
  - †Diatomys shantungensis Li, 1974
  - †Diatomys liensis Mein & Ginsburg, 1985
- Gênero †Willmus Flynn & Morgan, 2005
  - †Willmus maximus Flynn & Morgan, 2005
- Gênero Laonastes Jenkins, Kilpatrick, Robinson & Timmins, 2005
  - Laonastes aenigmamus Jenkins, Kilpatrick, Robinson & Timmins, 2005